# Plemneu
Plemneu, na mitologia grega, foi um rei de Sicião.
Plemneu é o nome do décimo primeiro rei de Sicião segundo Eusébio de Cesareia e Jerônimo de Estridão, sucessor de Erato e antecessor de Ortópolis; Eusébio atribui esta lista a Castor de Rodes. Pelos cálculos de Jerônimo, ele reinou de 1671 a 1623 a.C..
Segundo Pausânias, Plemneu era filho e sucessor de Perato, mas não conseguia ter filhos, porque todos os filhos morriam ao nascer. Deméter teve piedade de Plemneu, visitou a Egialeia  disfarçada de uma mulher estrangeira, e criou, para Plemneu, seu filho Ortópolis. Ortópolis sucedeu Plemneu.